# Eduard Petzold
Carl Eduard Adolph Petzold, född den 14 januari 1815 i Königswalde i Neumark, död den 10 augusti 1891 i Blasewitz vid Dresden, var en tysk trädgårdsarkitekt.
Petzold utförde bland annat större delen av den senare världsarvsmärkta Muskauparken vid Bad Muskau i Schlesien, som påbörjats av furst von Pückler-Muskau. Bland Petzolds skrifter märks Die Landschaftsgärtnerei (1867).